# غرنفيل (نيومكسيكو)
غرنفيل (بالإنجليزية: Grenville, New Mexico)‏ هي منطقة سكنية تقع في الولايات المتحدة في مقاطعة يونيون، نيومكسيكو. يقدر عدد سكانها بـ 25 نسمة ومساحتها 1.6 كم2 وترتفع عن سطح البحر 1,823 متر.